# Centaur (tenk)
Centaur (službeno eng. Cruiser Mark VIII Centaur) je bio britanski brzi tenk u Drugom svjetskom ratu. Kao i Cavalier, prvotno je bio nazvan Cromwell II ali je kasnije preimenovan u Centaur. Od početka projektiranja je bio improviziran zbog proizvodnih zastoja. Namjera je bila da se u njega ugradi novi i jači motor Rolls-Royce Meteor, no on nije bio dostupan u dovoljnom broju jer su rakoplovi u koje je se isti motor ugrađivao imali prednost nad tenkovima. Naposlijeku je ugrađen identičan motor kao i u Cavlier i Crusader, ali on nije zadovoljavao potrebe inženjera i vojske. Testiranja su pokazala da je ugrađen motor preslab.
U neke kasnije primjerke je ugrađen noviji motor Meteor, dok su drugi s postojećim motorima umjesto 54 mm brzopucajućim topom bili naoružani s 93 mm haubicom i koristila ih je mornarice kao topnička potpora tenkovima tijekom operacije Overlord. Nekoliko ih je preinačeno u samovozna protuzrakoplovna vozila, oklopna vozila za potporu i teške buldožere koji su bili korišteni u zapadnoj Europi tijekom 1944. – 1945. godine.